# Контроль (фільм, 2004)
«Контроль» — кримінальний трилер 2004 року, головні ролі у якому виконали Рей Ліотта, Віллем Дефо та Мішель Родрігес.

## Сюжет
Жорстокому вбивці Лі Рею Оліверу за вироком суду вводять смертельну ін'єкцію, але він прокидається в морзі. Йому пропонують взяти учать у випробуванні ліків, які пригнічують агресію. У разі незгоди — введуть смертельні ліки по-справжньому. Олівер погоджується, опіку над ним бере лікар Коупленд.
Спершу йому зводять усі татуювання та шрами. На початку піддослідний намагався втекти та чинив супротив, хоча продовжував приймати ліки. Невдовзі пацієнта починає мучити совість за вчинені злочини, а особливо постріл в Генрі Капуто, який після тривалої коми залишився інвалідом. Згодом, Лі Рей отримує нове ім'я Джо Монро, надають житло та невелику суму грошей. При цьому за ним продовжують спостерігати. Чоловік знаходить роботу, де знайомиться з Терезою. Вони починають проводити час удвох.
Нестерпні муки совісті змушують Монро навідатись до Капуто, щоб вибачитись. Обманним шляхом чоловік позбувається наглядача та їде до постраждалого. По дорозі його атакує російський мафіозі Влас. Відбившись від нього Джо, говорить, щоб його не чіпали, бо він інша людина. Навідавши Гері, він дарує йому солодощі та вибачається перед ним. Брат Гері, Білл повернувся, коли незваний гість уходив. Білл пригадує незнайомця та вирішує помститися. Через втечу піддослідного схоплюють агенти центру, але йому вдається переконати про хороші наміри.
У парку розваг на Монро знову нападає Влас, але йому вдається втекти. Вдома на Джо чекав Білл, який викрадає його, вбивши агента та зрізавши датчик руху. Не знаючи обставин, у центрі вважають, що піддослідний вчинив це сам і закривають програму, а самого Лі Рея мають вбити. Білл привозить полоненого до Генрі. Під тиском Монро зізнається про свій вчинок. Не зважаючи на це, при спробі вбивства Біллом Лі Рея, постраждалий Генрі рятує свого кривдника. Олівер зв'язується з Коуплендом. Керівник центру Пеннер остаточно припиняє випробування, оскільки всі пацієнти, які приймали таблетки померли, а ліки Лі Рея — плацебо. При спробі втекти Джо Монро вбивають.

## У ролях
| Актор            | Роль                    |
| ---------------- | ----------------------- |
| Рей Ліотта       | Лі Рей Олівер/Джо Монро |
| Віллем Дефо      | Майкл Коупленд          |
| Мішель Родрігес  | Тереза                  |
| Стівен Рі        | Арло Пеннер             |
| Поллі Волкер     | Барбара Коупленд        |
| Кетлін Робертсон | Еден Росс               |
| Тім ДеКей        | Білл Капуто             |
| Марк Пікард      | Гері Капуто             |
| Нік Брімбл       | Дімі Вєтров             |
| Райчо Васілєв    | Влас                    |

## Створення фільму

### Виробництво
Зйомки фільму проходили в Болгарії.

### Знімальна група
- Кінорежисер — Тім Гантер
- Сценаристи — Тодд Славкін, Даррен Свіммер
- Кінопродюсери — Рендалл Емметт, Джордж Фурла, Андреас Грош, Аві Лернер, Девід Варод
- Композитор — Луї Фебре
- Кінооператор — Дені Ленуар
- Кіномонтаж — Санні Годж
- Художник-постановник — Каттеріна Кейт
- Артдиректор — Дон Голтон
- Художники-декоратори — Валентина Младенова, Дімітер Петков
- Художник з костюмів — Любомир Дойчинов
- Підбір акторів — Аня Коллофф, Емі Мак-Інтаєр, Лора Сотірова[1]

## Сприйняття

### Критика
Фільм отримав змішані відгуки. На сайті Rotten Tomatoes оцінка стрічки становить 49 % від глядачів із середньою оцінкою 3,2/5 (4 532 голоси). Фільму зарахований «розсипаний попкорн» від глядачів, Internet Movie Database — 6,2/10 (6 656 голосів).

### Номінації та нагороди
| Нагороди та номінації фільму «Контроль» | Нагороди та номінації фільму «Контроль» | Нагороди та номінації фільму «Контроль»  | Нагороди та номінації фільму «Контроль»                                       | Нагороди та номінації фільму «Контроль» | Нагороди та номінації фільму «Контроль» |
| Рік                                     | Кінофестиваль/кінопремія                | Категорія/нагорода                       | Номінант                                                                      | Результат                               |                                         |
| --------------------------------------- | --------------------------------------- | ---------------------------------------- | ----------------------------------------------------------------------------- | --------------------------------------- | --------------------------------------- |
| 2006                                    | Аудіомонтажери кіно                     | Найкращий монтаж звуку (Direct-to-video) | Джек Леві, Деніел Колмен, Вінс Балунас, Кріс Боєтт, Кріс Мак-Джері, Дуг Медік | Номінація                               |                                         |